# Землетрясение в заливе Аляска
Землетрясение в заливе Аляска произошло 23 января 2018 года в Тихом океане близ штата Аляска, США. Эпицентр находился на 56 градусов северной широты и 149 градусов западной долготы. Магнитуда землетрясения составила 7,9 баллов, поверхностная волна составила 8 баллов, а фокусная глубина — около 25 километров.
Ранее Геологическая служба США установила, что магнитуда достигла величины в 8,2, но впоследствии была пересмотрена до 7,9. Бюро также указало, что землетрясение принесло человеческие жертвы. Эпицентр землетрясения находился примерно в 280 километров к юго-востоку от города Кадьяк, муниципалитета острова Кадьяк-Айленд в Аляске. Национальное управление океанических и атмосферных исследований когда-то издало предупреждение о цунами на северо-тихоокеанском побережье в Соединённых Штатах и на западном побережье Канады, которое впоследствии было отменено. В конце концов, порт «Ольха» в Аляске пострадал от цунами с максимальной высотой в 0,21 метров.

## Геология
Аляска — самый северный штат Соединённых Штатах, граничащий с Канадой на востоке и Беринговым проливом на западе. Аляска находится на стыке Северо-Американской и Тихоокеанской плит в зоне тихоокеанского вулканического огненного кольца недалеко от Алеутского жёлоба и имеет частые геологические явления. Аляска является одним из самых опасных штатов Соединённых Штатов. Ежегодно в Аляске происходит землетрясения магнитудой в 7 баллов, а с магнитудой в 8 и более — каждые 14 лет.